# World Re-Mix
A World Re-Mix az olasz Baltimora együttes remixeket tartalmazó albuma, mely 1986-ban jelent meg. Az album 6 dalt tartalmaz, mely többek között az első Living in the Background című album dalainak remixeit, hosszabb változatait tartalmazza.

## Megjelenések
LP  Olaszország EMI – 64 1187651
- A1	Juke Box Boy	4:20
- A2	Chinese Restaurant	5:19
- A3	Woody Boogie	5:26
- B1	Up With Baltimora	2:51
- B2	Running For Your Love	5:21
- B3	Living in the Background 6:48 Mixed By – Rob Heaton

## Külső hivatkozások
- Az album az Amazon.de oldalon[2]
- Az album a hitparade.ch oldalon[3]
- Hallgasd meg az Up with Baltimora című dalt a YouTube-on[4]